# 佩卡姆黑麥站
佩卡姆黑麦站（英語：Peckham Rye railway station）是伦敦地上铁东伦敦线克拉珀姆支线的一座车站，位于伦敦的南華克區，属于第2收费区。

## 概況
本站于1865年12月1日开通使用，东伦敦线和泰晤士连线使用本站。本站在2009年至2010年开始安装验票闸门，通往2、3站台的关闭了55年的候车室计划将在整修后重新使用。本站亦将进行无障碍改造，预计在2019年完成。

## 列车服务
平日非高峰期：
- 经丹麦山站至维多利亚车站方向：每小时24班
- 至西汉普斯特德泰晤士连线站方向：每小时2班（深夜及周末仅到达黑衣修士站）
- 经水晶宫站至贝肯翰姆交汇站方向：每小时2班
- 经诺伯里站至西克罗伊登站方向：每小时24班
- 经女王路佩卡姆站、南伯蒙德赛站至伦敦桥站方向：每小时4班
- 经布罗姆利南站至七橡树站方向：每小时2班
- 经贝克里斯希斯站至达特福德站方向：每小时2班
- 经克拉珀姆高街站至克拉珀姆交汇站方向：每小时4班
- 经瑟里码头站、加拿大塘站、肖迪奇高街站至海布里及伊斯灵顿站方向：每小时4班